# Sango
Sango (珊瑚, Sango, in limba romana Coral)  este un personaj ficțional din seria anime și manga InuYasha, creată de Rumiko Takahashi și este unul din protagoniștii seriilor InuYasha.